# Freak (Marvel Comics)
Freak, il cui vero nome è Kevin Croy, è un personaggio immaginario dei fumetti pubblicati negli Stati Uniti d'America dalla Marvel Comics.

## Biografia del personaggio
Kevin Croy nasce in un quartiere malfamato di New York. All'epoca suo padre, Aston Croy, era uno dei pochi boss mafiosi in grado di rivaleggiare con Kingpin. Quando Kevin ebbe l'età per lavorare si mise al servizio del Dottor Destino e quest' ultimo lo accolse come un figlio. Dopo mesi di servizio, a Kevin fu diagnosticato il cancro e si ammalò. Il Dottor Destino per salvarlo gli iniettò sangue prelevato da Hulk, Apocalisse, Galactus e Thanos. Croy sopravvisse ma subì una mutazione divenendo più grosso e grande, la sua pelle divenne grigia e diverse placche cominciarono a spuntare dalle spalle. Appena terminata la mutazione distrusse tutto il palazzo di Latveria e ne uccise tutti gli abitanti tranne Destino, che ormai considerava come un secondo padre, e se ne andò, prendendo il nome di Freak.

## Poteri e abilità
Dopo l'iniezione Freak ha assunto diversi poteri, tra cui una forza che gli permette di sollevare catene montuose senza fatica, un fattore rigenerante molto efficace, l'immortalità e una resistenza quasi senza pari. La sua resistenza è dimostrata dal fatto che Dormammu gli ha scaricato moltissimi colpi e Freak non ne ha risentito minimamente. Nel volume "The Unbeatable Freak #94" Croy si scontra con Galactus che lo colpisce con un raggio che gli vaporizza la parte superiore del corpo: anche se di Freak restano solo le gambe, si ricompone quasi all'istante. In un altro volume dello stesso fumetto si scontra con Apocalisse, riuscendo a strappargli letteralmente la testa. Freak si è scontrato inoltre con Sentry, sconfiggedolo schiacciandolo tra due catene montuose. È anche riuscito, con una sola mano, a fermare la corsa di Fenomeno e a rompere in due parti il suo elmo. Nel crossover Marvel contro DC dimostra di resistere perfino alla smaterializzazione del Dottor Manhattan e lo batte facilmente.